# Liste der Kulturdenkmale in Kasseedorf
In der Liste der Kulturdenkmale in Kasseedorf sind alle Kulturdenkmale der schleswig-holsteinischen Gemeinde Kasseedorf (Kreis Ostholstein) und ihrer Ortsteile aufgelistet (Stand: 10. März 2025).

## Legende
In den Spalten befinden sich folgende Informationen:
- Objekt-ID: die Nummer des Kulturdenkmales
- Lage: die Adresse des Kulturdenkmales und die geographischen Koordinaten. Kartenansicht, um Koordinaten zu setzen. In der Kartenansicht sind Kulturdenkmale ohne Koordinaten mit einem roten Marker dargestellt und können in der Karte gesetzt werden. Kulturdenkmale ohne Bild sind mit einem blauen Marker gekennzeichnet, Kulturdenkmale mit Bild mit einem grünen Marker.
- Offizielle Bezeichnung: Bezeichnung des Kulturdenkmales
- Beschreibung: die Beschreibung des Kulturdenkmales
- Bild: ein Bild des Kulturdenkmales

## Sachgesamtheiten
| Objekt-ID | Lage                                               | Offizielle Bezeichnung | Beschreibung | Bild |
| --------- | -------------------------------------------------- | ---------------------- | --- | ---- |
| 37029     | Eutiner Straße 14, 14 (54° 9′ 22″ N, 10° 43′ 9″ O) | Försterei Heckelbrock  | Försterei Heckelbrock; Mitte 19. Jahrhundert; ehem. Forstdienstgehöft mit reetgedecktem Backsteinwohnhaus und reetgedeckter Backsteinscheune mit Trauf- und Hofpflaster sowie rückwärtig Stall und Backhaus, zwei Nebengebäude aus rotem Backstein mit pfannengedeckten Walmdächern - Begründung: geschichtlich, städtebaulich, Kulturlandschaft prägend - Schutzumfang: Wohnhaus, Scheune mit Hofpflaster und Traufpflaster, Stallgebäude, Backhaus | BW   |

## Bauliche Anlagen
| Objekt-ID      | Lage                                                               | Offizielle Bezeichnung                           | Beschreibung | Bild |
| -------------- | ------------------------------------------------------------------ | ------------------------------------------------ | --- | ---- |
| 26812          | Am Dorfplatz 1 (54° 9′ 53″ N, 10° 43′ 16″ O)                       | ehem. Dorfgasthaus                               | ehem. Dorfgasthaus; wohl 19. Jahrhundert, Umbau nach 1919; platzbeherrschender eingeschossiger Backsteinbau mit übergiebeltem Mittelzwerchhaus, Halbwalmdach - Begründung: geschichtlich, städtebaulich - Schutzumfang: gesamtes Objekt - Denkmaltyp: Bauliche Anlage                                                                                  | BW   |
| 7450           | Dorfstraße 18 (54° 10′ 36″ N, 10° 40′ 27″ O)                       | ehem. Schule                                     | Schulgebäude; 1869; eingeschossiger Backsteinbau mit Drempel und flachem Satteldach, später Wohnhaus und Atelier des Bildhauers Pierre Schumann; Marmorskulptur von 1983 - Begründung: geschichtlich, künstlerisch, städtebaulich - Schutzumfang: ehem. Schule, Marmorskulptur von Pierre Schumann - Denkmaltyp: Bauliche Anlage                       | BW   |
| 7452           | Dorfstraße 19 (54° 10′ 42″ N, 10° 40′ 43″ O)                       | Rauchkate                                        | ehem. Rauchkate; 17. / 18. Jahrhundert; kleine Wohnkate, Fachwerk in Eichenholz, Zweiständerbau mit Abseiten, reetgedecktes Halbwalmdach; mit Linde - Begründung: geschichtlich, städtebaulich, Kulturlandschaft prägend - Schutzumfang: Rauchkate, Linde - Denkmaltyp: Bauliche Anlage                                                                | BW   |
| 1940 Wikidata  | Eutiner Straße 14 (54° 9′ 23″ N, 10° 43′ 11″ O)                    | Scheune                                          | Scheune; Mitte 19. Jahrhundert; giebelständiger Bau, Außenmauern aus gelbem Backstein, Reetwalmdach mit weitem Dachüberstand; mit Trauf- und Hofpflaster - Begründung: geschichtlich, städtebaulich, Kulturlandschaft prägend - Schutzumfang: Scheune, Hofpflaster, Traufpflaster - Denkmaltyp: Bauliche Anlage, Sachgesamtheit: Försterei Heckelbrock | BW   |
| 2868 Wikidata  | Eutiner Straße 14 (54° 9′ 22″ N, 10° 43′ 10″ O)                    | Wohnhaus                                         | Alteintragung (Aktualisierung vorgesehen) - Begründung: geschichtlich, städtebaulich - Schutzumfang: gesamtes Objekt - Denkmaltyp: Bauliche Anlage, Sachgesamtheit: Försterei Heckelbrock | BW   |
| 7454           | Hökerweg 2 - 4 (54° 10′ 35″ N, 10° 40′ 21″ O)                      | Neue Seekate                                     | Mehrfamilienkate; vor 1873; eingeschossige Kate mit reetgedecktem Vollwalmdach, heute verputzt; zwei zugehörige Fachwerk-Nebengebäude - Begründung: geschichtlich, Kulturlandschaft prägend - Schutzumfang: Neue Seekate, zwei Nebengebäude - Denkmaltyp: Bauliche Anlage                                                                              | BW   |
| 304 Wikidata   | Marius-Böger-Weg 1 (54° 9′ 48″ N, 10° 41′ 23″ O)                   | Gut Stendorf: Kate Nr. 4 / Langer Damm           | Alteintragung (Aktualisierung vorgesehen) - Begründung: Alteintragung (Aktualisierung vorgesehen) - Schutzumfang: Alteintragung (Aktualisierung vorgesehen) - Denkmaltyp: Bauliche Anlage | BW   |
| 7460 Wikidata  | Ochsenhals (54° 9′ 16″ N, 10° 40′ 8″ O)                            | Ochsenhalskate                                   | ehem. Holzarbeiterkate; etwa Mitte 19. Jh.; eingeschossiger Baukörper mit reetgedecktem Walm-Halbwalmdach, Ziegelmauerwerk über Bruchsteinsockel - Begründung: geschichtlich, Kulturlandschaft prägend - Schutzumfang: gesamtes Objekt - Denkmaltyp: Bauliche Anlage                                                                                   | BW   |
| 2740 Wikidata  | Stendorf 13 - 15 (Sagauer Straße) (54° 9′ 50″ N, 10° 41′ 29″ O)    | Gut Stendorf: Kate Nr. 1 / Stauenwiese 3–4       | Alteintragung (Aktualisierung vorgesehen) - Begründung: Alteintragung (Aktualisierung vorgesehen) - Schutzumfang: Alteintragung (Aktualisierung vorgesehen) - Denkmaltyp: Bauliche Anlage | BW   |
| 1020 Wikidata  | Stendorf 19 - 21 (Sagauer Straße) (54° 9′ 49″ N, 10° 41′ 26″ O)    | Gut Stendorf: Kate Nr. 3 / Stauenwiese 1–2       | Alteintragung (Aktualisierung vorgesehen) - Begründung: Alteintragung (Aktualisierung vorgesehen) - Schutzumfang: Alteintragung (Aktualisierung vorgesehen) - Denkmaltyp: Bauliche Anlage | BW   |
| 1021 Wikidata  | Stendorf 17 (Sagauer Straße) (54° 9′ 50″ N, 10° 41′ 28″ O)         | Gut Stendorf: Schwarze Kate                      | Alteintragung (Aktualisierung vorgesehen) - Begründung: Alteintragung (Aktualisierung vorgesehen) - Schutzumfang: Alteintragung (Aktualisierung vorgesehen) - Denkmaltyp: Bauliche Anlage | BW   |
| 2739 Wikidata  | Stendorf 2 - 4 (Sagauer Straße 62) (54° 9′ 53″ N, 10° 41′ 32″ O)   | Gut Stendorf: Holländerei                        | Alteintragung (Aktualisierung vorgesehen) - Begründung: Alteintragung (Aktualisierung vorgesehen) - Schutzumfang: Alteintragung (Aktualisierung vorgesehen) - Denkmaltyp: Bauliche Anlage | BW   |
| 535 Wikidata   | Stendorf 8 - 10 (Sagauer Straße 72) (54° 9′ 50″ N, 10° 41′ 23″ O)  | Gut Stendorf: Kate Nr. 6 / Kronsberg Kate        | Alteintragung (Aktualisierung vorgesehen) - Begründung: Alteintragung (Aktualisierung vorgesehen) - Schutzumfang: Alteintragung (Aktualisierung vorgesehen) - Denkmaltyp: Bauliche Anlage | BW   |
| 1023 Wikidata  | Stendorf 12 - 16 (Sagauer Straße 82) (54° 9′ 52″ N, 10° 41′ 17″ O) | Gut Stendorf: Kate Nr. 7 / Rote Kate             | Alteintragung (Aktualisierung vorgesehen) - Begründung: Alteintragung (Aktualisierung vorgesehen) - Schutzumfang: Alteintragung (Aktualisierung vorgesehen) - Denkmaltyp: Bauliche Anlage | BW   |
| 1024 Wikidata  | Stendorf 18 - 22 (Sagauer Straße 86) (54° 9′ 53″ N, 10° 41′ 15″ O) | Gut Stendorf: Kate Nr. 8 / Grauer Esel           | Alteintragung (Aktualisierung vorgesehen) - Begründung: Alteintragung (Aktualisierung vorgesehen) - Schutzumfang: Alteintragung (Aktualisierung vorgesehen) - Denkmaltyp: Bauliche Anlage | BW   |
| 1025 Wikidata  | Stendorf 24 - 26 (Sagauer Straße 90) (54° 9′ 55″ N, 10° 41′ 15″ O) | Gut Stendorf: Kate Nr. 9 / Rugenberg Kate        | Alteintragung (Aktualisierung vorgesehen) - Begründung: Alteintragung (Aktualisierung vorgesehen) - Schutzumfang: Alteintragung (Aktualisierung vorgesehen) - Denkmaltyp: Bauliche Anlage | BW   |
| 225 Wikidata   | Stendorf 28 - 30 (Sagauer Straße 96) (54° 9′ 56″ N, 10° 41′ 15″ O) | Gut Stendorf: Kate Nr. 10 / Barghörn             | Alteintragung (Aktualisierung vorgesehen) - Begründung: Alteintragung (Aktualisierung vorgesehen) - Schutzumfang: Alteintragung (Aktualisierung vorgesehen) - Denkmaltyp: Bauliche Anlage | BW   |
| 1010 Wikidata  | Stendorf 5 (Zum Gutshof 3) (54° 9′ 55″ N, 10° 41′ 55″ O)           | Gut Stendorf: Herrenhaus                         | Alteintragung (Aktualisierung vorgesehen) - Begründung: Alteintragung (Aktualisierung vorgesehen) - Schutzumfang: Alteintragung (Aktualisierung vorgesehen) - Denkmaltyp: Bauliche Anlage | BW   |
| 21787 Wikidata | Stendorf 5 (Zum Gutshof 3) (54° 9′ 56″ N, 10° 41′ 40″ O)           | Gut Stendorf: Grabanlage Familie Böger           | Alteintragung (Aktualisierung vorgesehen) - Begründung: Alteintragung (Aktualisierung vorgesehen) - Schutzumfang: Alteintragung (Aktualisierung vorgesehen) - Denkmaltyp: Bauliche Anlage | BW   |
| 1001 Wikidata  | Stendorf 9 (Zum Gutshof 5) (54° 9′ 49″ N, 10° 41′ 41″ O)           | Gut Stendorf: Inspektorwohnhaus                  | Alteintragung (Aktualisierung vorgesehen) - Begründung: Alteintragung (Aktualisierung vorgesehen) - Schutzumfang: Alteintragung (Aktualisierung vorgesehen) - Denkmaltyp: Bauliche Anlage | BW   |
| 1017 Wikidata  | Stendorf (Zum Gutshof 5) (54° 9′ 47″ N, 10° 41′ 43″ O)             | Gut Stendorf: Scheune                            | Alteintragung (Aktualisierung vorgesehen) - Begründung: Alteintragung (Aktualisierung vorgesehen) - Schutzumfang: Alteintragung (Aktualisierung vorgesehen) - Denkmaltyp: Bauliche Anlage | BW   |
| 1016 Wikidata  | Stendorf (Zum Gutshof 5) (54° 9′ 49″ N, 10° 41′ 44″ O)             | Gut Stendorf: Viehstall                          | Alteintragung (Aktualisierung vorgesehen) - Begründung: Alteintragung (Aktualisierung vorgesehen) - Schutzumfang: Alteintragung (Aktualisierung vorgesehen) - Denkmaltyp: Bauliche Anlage | BW   |
| 2738 Wikidata  | Stendorf 3 (Zum Gutshof 5) (54° 9′ 50″ N, 10° 41′ 40″ O)           | Gut Stendorf: Remise/Haferspeicher               | Alteintragung (Aktualisierung vorgesehen) - Begründung: Alteintragung (Aktualisierung vorgesehen) - Schutzumfang: Alteintragung (Aktualisierung vorgesehen) - Denkmaltyp: Bauliche Anlage | BW   |
| 1019 Wikidata  | Stendorf (Zum Gutshof 5) (54° 9′ 48″ N, 10° 41′ 39″ O)             | Gut Stendorf: Pferdestall                        | Alteintragung (Aktualisierung vorgesehen) - Begründung: Alteintragung (Aktualisierung vorgesehen) - Schutzumfang: Alteintragung (Aktualisierung vorgesehen) - Denkmaltyp: Bauliche Anlage | BW   |
| 1014 Wikidata  | Stendorf (Zum Gutshof 5) (54° 9′ 50″ N, 10° 41′ 48″ O)             | Gut Stendorf: Schmiede/Stellmacherei/Wagenremise | Alteintragung (Aktualisierung vorgesehen) - Begründung: Alteintragung (Aktualisierung vorgesehen) - Schutzumfang: Alteintragung (Aktualisierung vorgesehen) - Denkmaltyp: Bauliche Anlage | BW   |
| 10106 Wikidata | Stendorf 7 (Zum Gutshof 5) (54° 9′ 46″ N, 10° 41′ 48″ O)           | Gut Stendorf: ehem. Backhaus                     | Alteintragung (Aktualisierung vorgesehen) - Begründung: Alteintragung (Aktualisierung vorgesehen) - Schutzumfang: Alteintragung (Aktualisierung vorgesehen) - Denkmaltyp: Bauliche Anlage | BW   |

## Gründenkmale
| Objekt-ID     | Lage                                        | Offizielle Bezeichnung             | Beschreibung | Bild |
| ------------- | ------------------------------------------- | ---------------------------------- | --- | ---- |
| 1011 Wikidata | Zum Gutshof 3 (54° 9′ 58″ N, 10° 41′ 51″ O) | Gut Stendorf: Landschaftsgarten    | Alteintragung (Aktualisierung vorgesehen) - Begründung: geschichtlich, künstlerisch, Kulturlandschaft prägend - Schutzumfang: gesamtes Objekt - Denkmaltyp: Gründenkmal | BW   |
| 1012 Wikidata | Zum Gutshof 3 (54° 9′ 52″ N, 10° 41′ 45″ O) | Gut Stendorf: Französischer Garten | Alteintragung (Aktualisierung vorgesehen) - Begründung: geschichtlich, Kulturlandschaft prägend - Schutzumfang: gesamtes Objekt - Denkmaltyp: Gründenkmal               | BW   |

## Quelle
- Liste der Kulturdenkmale in Schleswig-Holstein – Kreis Ostholstein (PDF)

- Karte mit allen Koordinaten:
- OSM |
- WikiMap